# Nemanja Mitrović
Nemanja Mitrović, slovenski nogometaš, * 15. oktober 1992, Ljubljana.
Mitrović je začel člansko kariero leta 2013 pri Olimpiji, s katero je v sezoni 2015/16 osvojil slovensko ligo. Leta 2017 je prestopil v poljski klub Jagiellonia Białystok. Leta 2019 je prestopil v slovenski ligi klub NK Maribor, leta 2024 je kariero končal v avstrijskem SV Wildonu.